# Voltinismo
Voltinismo è un termine utilizzato nelle scienze biologiche per indicare la frequenza di riproduzioni annuali di un organismo, quindi il numero di volte in cui è stata prodotta prole o di generazioni che compaiono nel corso di uno stesso anno. Il termine è particolarmente usato in sericoltura, per distinguere le diverse varietà di baco da seta.
- Univoltino è un organismo che produce prole una volta o presenta una sola generazione all'anno (es. cavalletta dei prati)
- Bivoltino è un organismo che produce prole due volte o presenta due generazioni all'anno (es. tignola della vite)
- Multivoltino o Polivoltino è un organismo che produce prole più di due volte o presenta più di due generazioni all'anno (es. sfinge testa di morto)
- Semivoltino è un organismo per il quale il tempo che intercorre tra due generazioni è superiore a un anno (es. Efemerotteri del genere Ephemera, che hanno una sola generazione ogni due anni)

## Evoluzione
Il numero di cicli riproduttivi effettuati in un anno è regolato geneticamente in molte specie e si è quindi evoluto in risposta alle condizioni ambientali. Molte specie fitofaghe, la cui alimentazione dipende da risorse vegetali di tipo stagionale, sono univoltine. Queste specie presentano anche la capacità di diapausa.